# 中遠広域農道
中遠広域農道（ちゅうえんこういきのうどう）は、静岡県袋井市と同県周智郡森町を結ぶ広域農道（広域営農団地農道）。

## 概要
袋井市内の水田地帯を南北に縦断したのち、森町内では太田川流域の平野部を西から北に迂回し、一宮との境である山間部を通過する。
- 距離 : 21.3km（うち農道区間18.5km）
- 起点 : 袋井市湊、湊東交差点（国道150号交点）
- 終点 : 周智郡森町城下、城下北交差点（静岡県道58号袋井春野線交点）
- 車線数 : 2車線

諸井橋（原野谷川）北側から川井交差点（静岡県道413号磐田袋井線交点）までは都市計画区域内市道（500m東側に静岡県道41号袋井大須賀線が並行）、川井交差点から袋井IC北交差点までは静岡県道61号浜北袋井線に指定されている。森町の中川交差点（静岡県道273号山梨敷地停車場線交点）から終点までは信号の無い道路で、静岡県道81号焼津森線、静岡県道40号掛川天竜線などは高架で跨いでいる。

## 接続する道路
- 国道150号
- 静岡県道403号磐田掛川線
- 静岡県道255号中野諸井線
- 静岡県道61号浜北袋井線（重複区間あり）
- 静岡県道413号磐田袋井線
- 国道1号 袋井バイパス 堀越インターチェンジ
- E1 東名高速道路 袋井インターチェンジ
- 静岡県道277号磐田山梨線
- 静岡県道273号山梨敷地停車場線
- 静岡県道40号掛川天竜線
- E1A 新東名高速道路 遠州森町スマートインターチェンジ
- 静岡県道58号袋井春野線